# Đèo Tam Canh
Đèo Tam Canh nằm trên quốc lộ 1B ở vùng đất bản Lân Luông xã Long Đống huyện Bắc Sơn tỉnh Lạng Sơn, Việt Nam .
Đèo cách thị trấn Bắc Sơn 21°54′02″B 106°18′56″Đ / 21,900618°B 106,315449°Đ hướng đông bắc cỡ 4 km.
Đèo là một di tích lịch sử cách mạng thuộc khu di tích Khởi nghĩa Bắc Sơn. Ngày 23/09/1945 tại khu vực sườn núi Co Chơi thuộc địa phận đèo Tam Canh, quân dân Bắc Sơn đã phục kích tiêu diệt nhiều binh sĩ Nhật khi chúng kéo vào Bắc Sơn. Di tích đã được xếp hạng di tích Quốc gia năm 1992 .
Năm 2016 di tích được xếp hạng Di tích Quốc gia đặc biệt, theo Quyết định số 2499/QĐ-TTg ngày 22/12/2016 của Thủ tướng Chính phủ .